# Senales
Senales (németül: Schnals) település Olaszországban, Bolzano autonóm megyében. Lakosainak száma 1237 fő (2023. január 1.). Senales Laces, Malles Venosta, Moso in Passiria, Naturno, Parcines, Silandro, Castelbello–Ciardes és Sölden községekkel határos.

## Népesség
A település népességének változása:
| Lakosok száma | 1241 | 1231 | 1237 |
|               | 2017 | 2018 | 2023 |